# Thiên Mụ-pagoden
Thiên Mụ-pagoden (Den himmelska kvinnans tempel, vietnamesiska: Chùa Thiên Mụ) är ett historiskt tempel i staden Huế i Vietnam. Den sju våningar höga pagoden anses vara stadens inofficiella symbol och många folkvisor och texter har skrivits om templet.
Templet är belägen på kullen Hà Khê, vid Parfymflodens norra bank, ungefär fem kilometer från kejsarstaden Huế som anlades av Nguyễn-dynastin.